# Kalamaja
Kalamaja (německy Fischermay) je nejstarší a po staletí též největší předměstí historického Tallinnu, dnes čtvrť náležející do městské části Põhja-Tallinn. Čtvrť sousedí na východě s Přístavní čtvrtí a severním výběžkem Starého Města, na jihovýchodě s Kelmikülou, na jihozápadě s Pelgulinnem a na západě se čtvrtí Karjamaa. Ze severu je ohraničena mořem, vodami Tallinnského zálivu.

## Dějiny
Jméno čtvrti („kalamaja“ znamená estonsky doslova „rybí dům“) připomíná její vznik z rybářské osady, která pravděpodobně existovala již ve 13. století. První historická zmínka o rybářském osídlení za hradbami na severozápadě města pochází z roku 1374. V roce 1421 je zmiňována osada jménem Sudenpe („vlčí hlava“); podle dnešního užívání jména Hundipea („vlčí hlava“) pro vyvýšeninu nacházející se asi 2 km severozápadně ode dnešního středu Kalamaji se soudí, že pozdější Kalamaja se původně mohla nacházet také severozápadněji, nebo že se jednalo o dvě rozdílná sídla. V roce 1460 je listinně doloženo německé pojmenování Vischermay (složenina z německého „Fischer“, tedy „rybář“, a estonského „maja“), které se v podobě Fischermay používalo jako úřední jméno vesnice po následující staletí.
V polovině 15. století měla již Kalamaja vlastní kostel. Z roku 1527 se zachoval soupis, podle něhož bylo tehdy v Kalamaji 78 samostatných domácností. Vesnice se již tehdy měnila ve skutečné předměstí, které si za své sídlo vybírali též chudší řemeslníci, jimž nestačily prostředky na získání obydlí ve hradbách města. S nimi se postupně do Kalamaji stěhovaly též zárodky budoucího průmyslu. Roku 1790 zde vznikla první továrna na rybí konzervy; 1897 je v Kalamaji doloženo 25 různých závodů na zpracování ryb.
Během opakovaných obléhání Tallinnu byla Kalamaja vícekrát vypálena (1570, 1710, 1854), sídlo bylo však pokaždé nedlouho po zničení obnoveno. Po posledním vypálení Kalamaji se nezachovaly žádné starší stavby, takže většinu budov v dnešní čtvrti tvoří dřevěné domy ze 2. poloviny 19. a začátku 20. století, dnes památkově velmi cenné.
Charakter Kalamaji jako rybářského a průmyslového předměstí se výrazně změnil v období mezi válkami. Už od počátku 20. století se do Kalamaji začali stěhovat mladí umělci a intelektuálové, ale také firmy terciární sféry. V roce 1910 zde otevřelo první místní kino, 1923 zde začala pracovat státní tiskárna cenin, 1929 pak Kalamajská knihovna.
Během sovětské okupace se Kalamaja kvůli zastarávajícímu a neopravovanému bytovému fondu stala zapadlou čtvrtí, obývanou chudšími vrstvami. Od 90. let 20. století však dochází opět k její revitalizaci.

## Pamětihodnosti
V severní části čtvrti poblíž Petrského přístavu (Peetri sadam) se nachází Kalamajský hřbitovní park (Kalamaja kalmistupark), někdejší Kalamajský hřbitov (Kalamaja kalmistu). První zmínka, která bývá spojována s tímto hřbitovem, je zpráva o pohřbení 2000 padlých švédských vojáků v Kalamaji roku 1561; není však jisté, že tento vojenský hřbitov se nacházel na stejném místě jako hřbitov pozdější. Totožnost hřbitova je jistá až v roce 1730, kdy jeho uživatelé — tallinnská estonská farnost sv. Ducha a švédská farnost sv. Michaela — žádají radnici o oplocení hřbitova na ochranu před hospodářskými zvířaty a o vztyčení zvonice. Roku 1780 pak byla z daru Petera Duborha postavena věžová brána hřbitova, která se jako jediná součást hřbitova dochovala dodnes. Během 19. století byl hřbitov několikrát rozšířen a jeho využívání trvalo až do roku 1950, kdy byl uzavřen a jeho pozemky začala využívat sovětská armáda. Roku 1964 začala přeměna hřbitova na park, který je od roku 1993 památkově chráněn.
Na jižním okraji čtvrti (Põhja puiestee 27) se nachází rozlehlá budova někdejší tallinnské elektrárny, postavená v letech 1910–1913 na místě někdejší plynárny, z níž se dodnes dochovaly dva obrovské zděné plynojemy. Elektrárna s několikaletou přestávkou ve 40. letech pracovala až do roku 1984. Roku 1993 bylo v budově otevřeno Muzeum energetiky (Energeetikamuuseum), od roku 1999 činné jako Tallinnské středisko vědy a techniky (Tallinna Tehnika- ja Teaduskeskus). Od roku 2004 působí v areálu elektrárny alternativní kulturní středisko Kultuuritehas („továrna na kulturu“).

## Zajímavosti
- na železniční odbočce, která vedla z hlavního nádraží přes Kalamaju ke starému tallinnskému přístavu (Vanasadam), natáčel Andrej Tarkovskij některé záběry svého filmu Stalker[2]
- v rybářském přístavu (Kalasadam) se natáčely některé záběry sovětsko-italského filmu Červený stan[2]

## Galerie

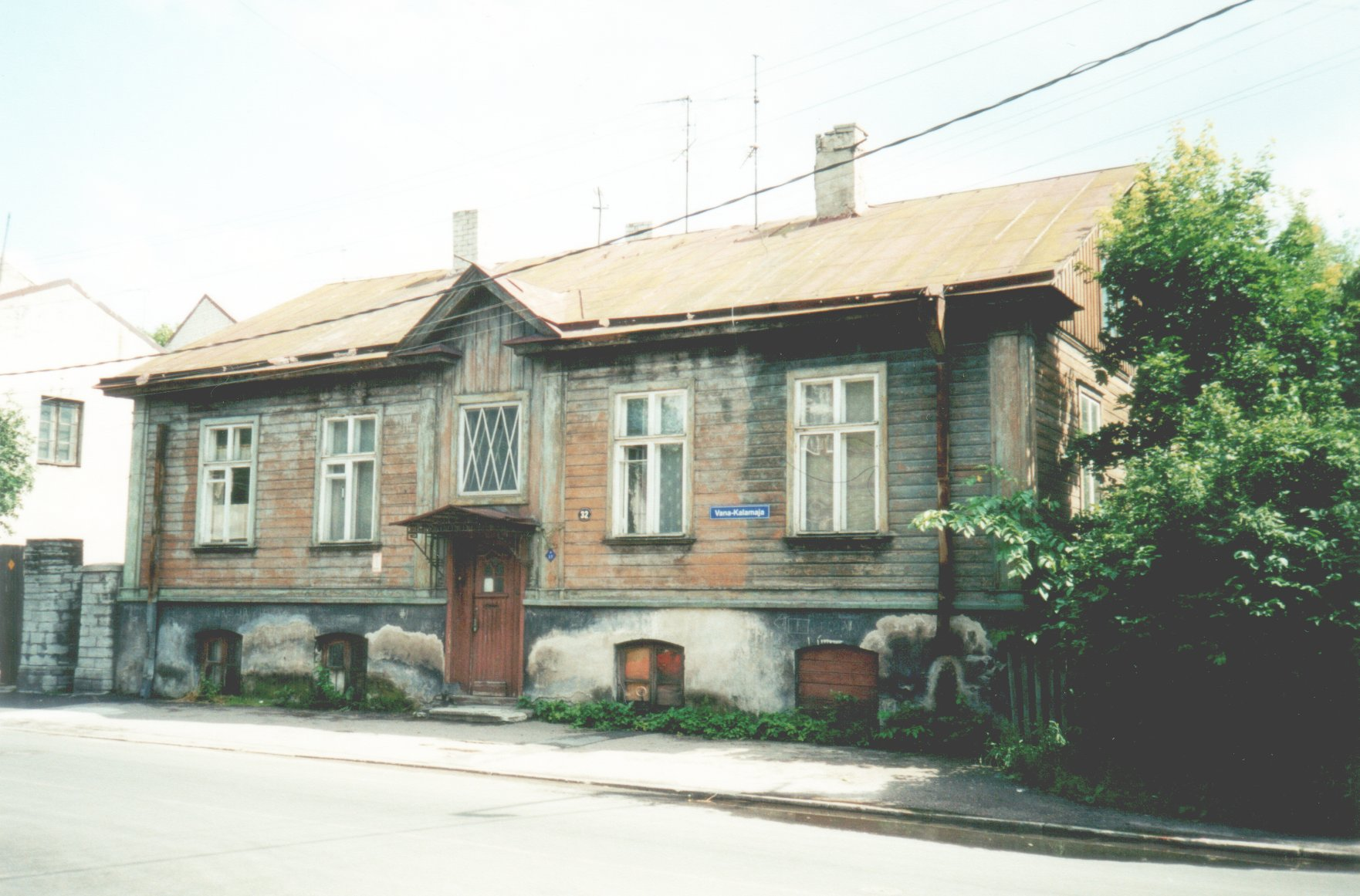
Typický menší domek v ulici Vana-Kalamaja
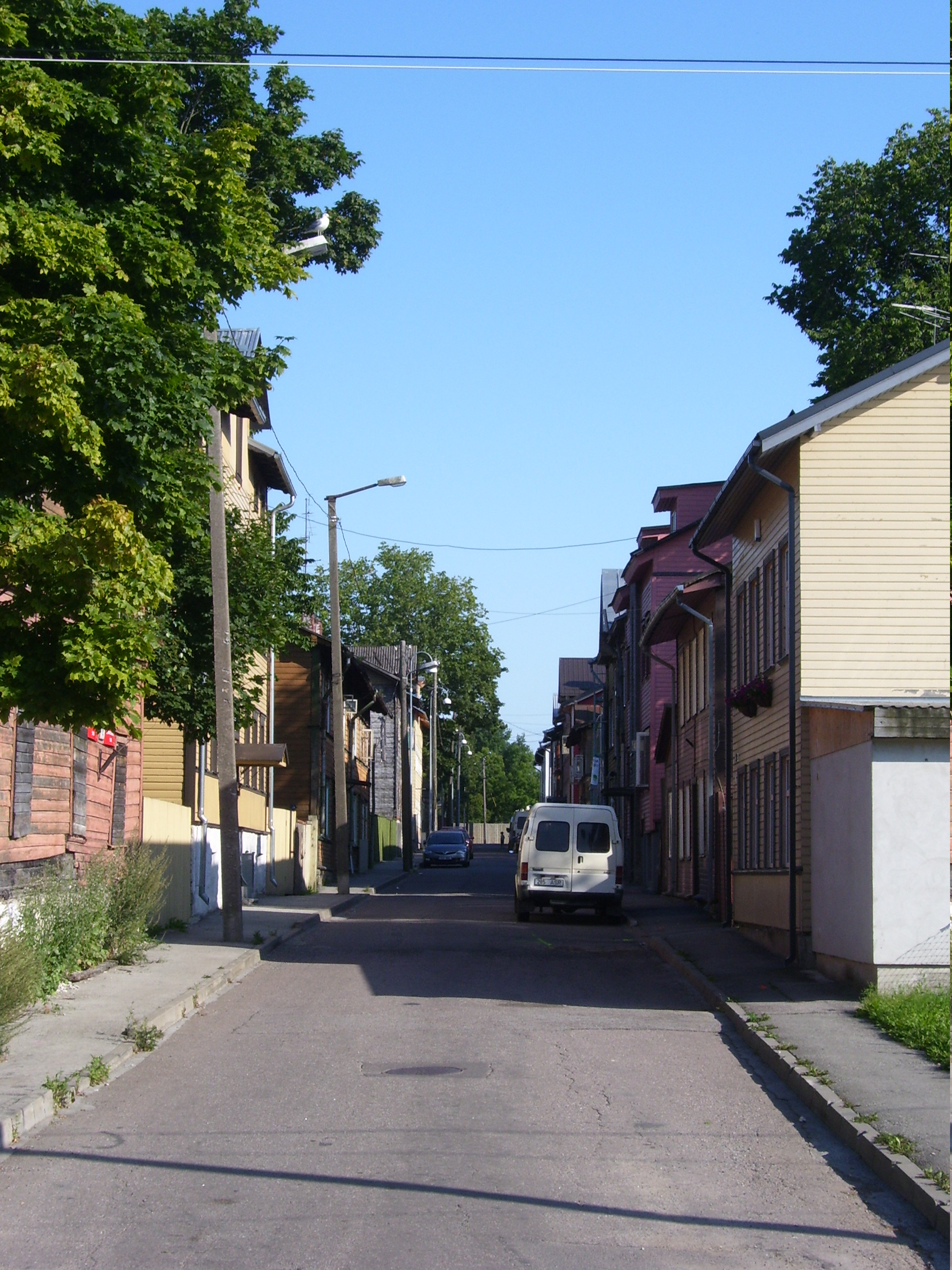
Stará zástavba v ulici Köie
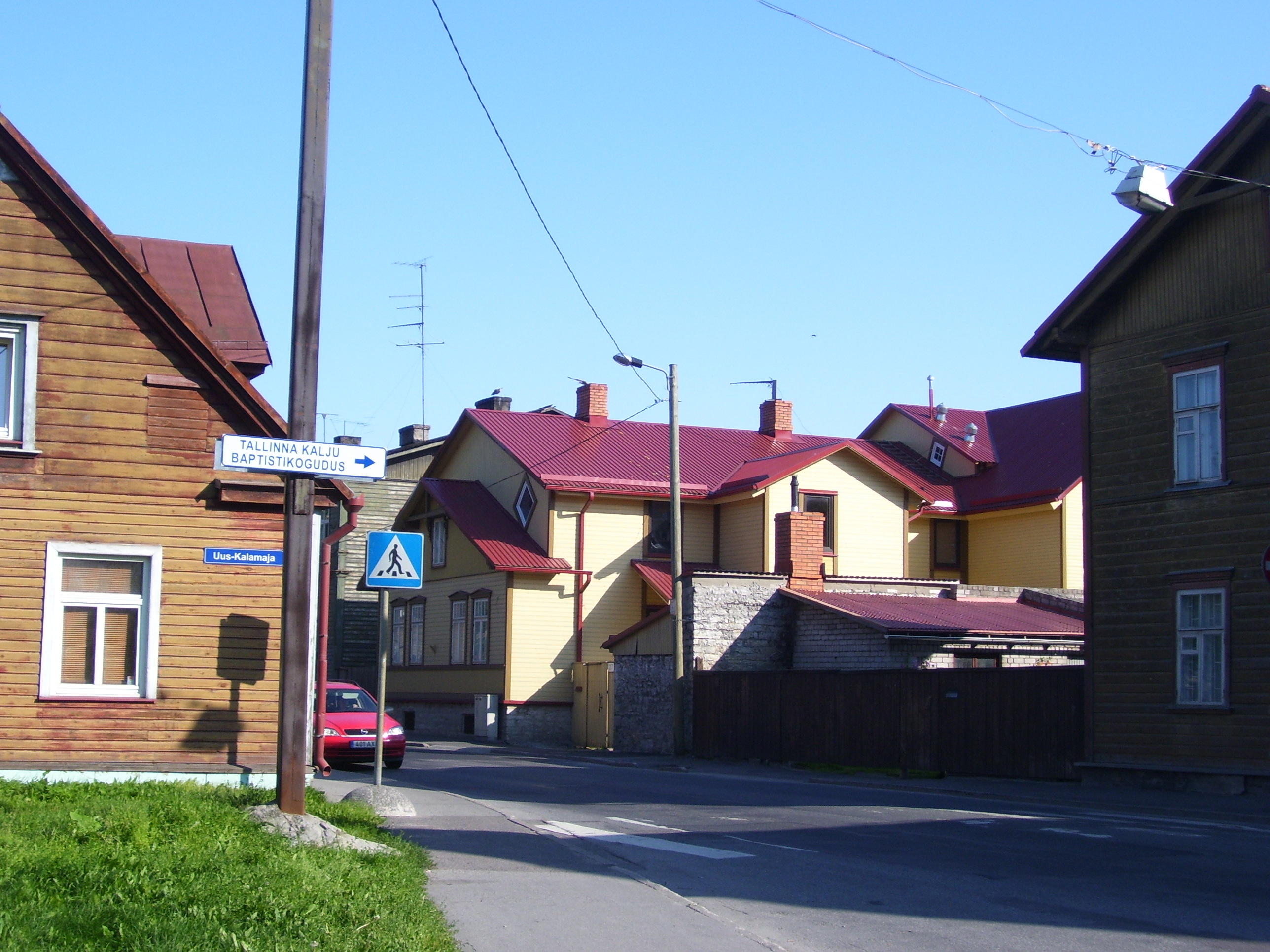
Rekonstruovaný dům na rohu ulic Soo a Kalju
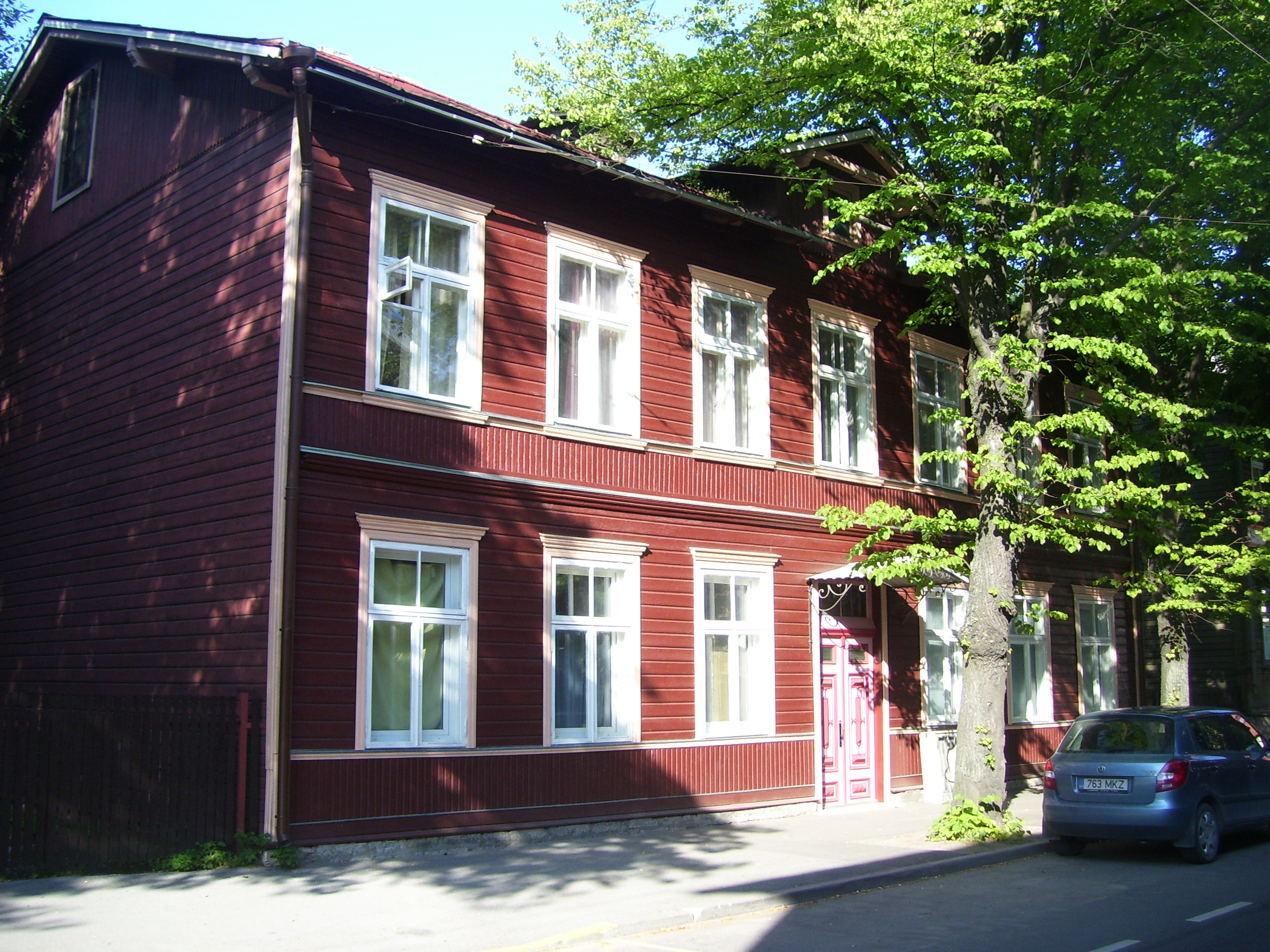
Patrový dřevěný dům v ulici Tööstuse
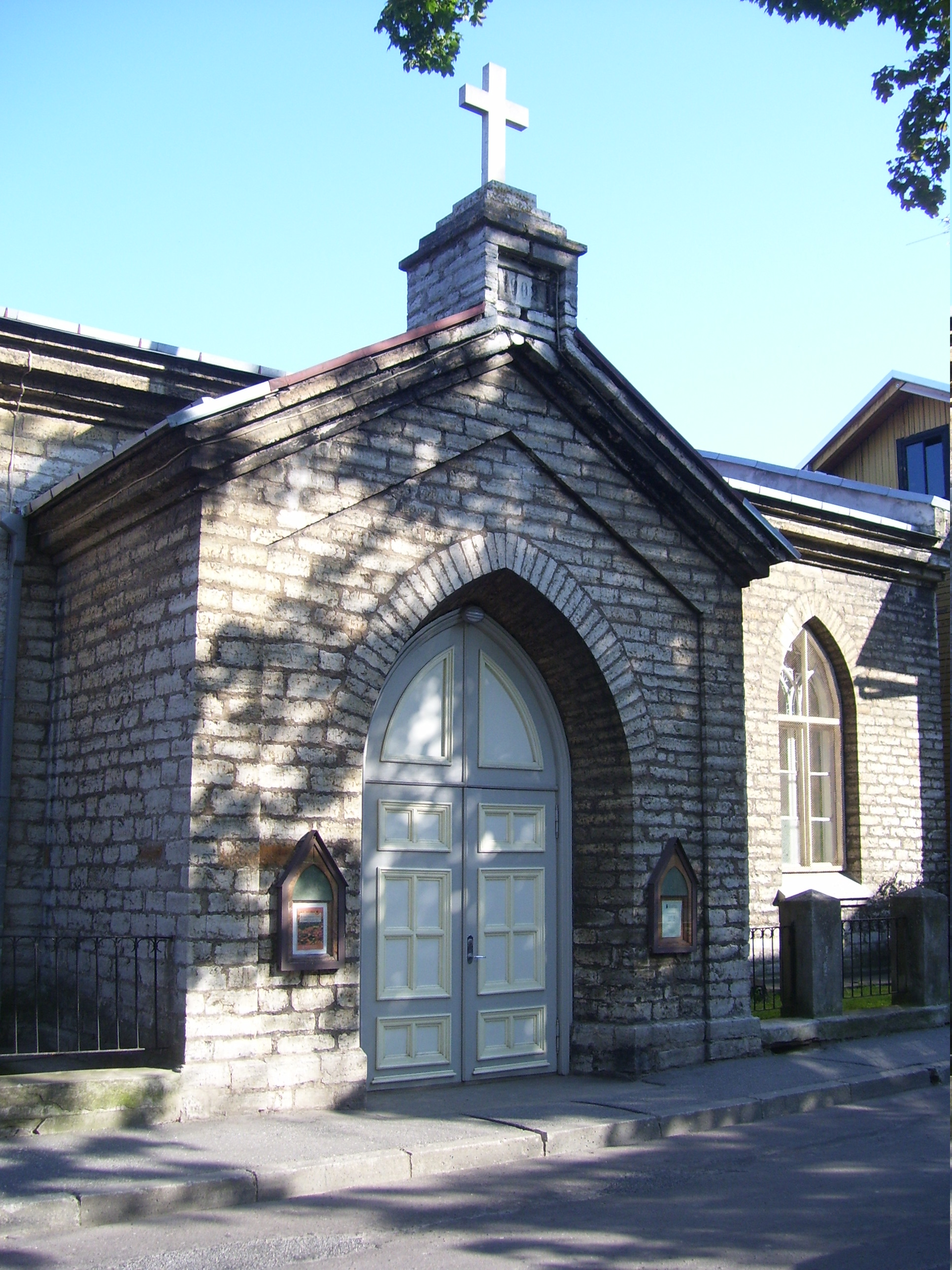
Baptistická modlitebna v ulici Kalju